# Salvatore Novembre
Salvatore Novembre (Capizzi, 9 marzo 1940 – Catania, 8 luglio 1960) è stato un operaio italiano.
Fu ucciso da agenti della Polizia in via Etnea nello slargo di Piazza Stesicoro a Catania la sera dell'8 luglio 1960.

## Gli scontri e l'uccisione
La mattina del 8 luglio, Salvatore Novembre, disoccupato edile, sposato con Antonina Zimbili, lasciò la sua abitazione di Agira (Enna) diretto a Catania per cercare un lavoro.
Quel giorno a Catania era in corso una manifestazione che seguiva ai fatti di Genova, Reggio Emilia, Licata, Palermo, città dove si erano verificati durissimi scontri di piazza, con morti e feriti, contro il governo Tambroni e il congresso del Movimento Sociale Italiano che doveva tenersi a Genova. La sera, coinvolto nella manifestazione, il ventenne Novembre fu ferito mortalmente alle 19.30 da uno o più colpi d'arma da fuoco sparati dalla polizia.La morte non fu immediata e fu impedito a chiunque di avvicinarsi.
I suoi funerali diedero origine a una grande manifestazione di popolo a Catania il 13 luglio a cui parteciparono decine di migliaia di persone; era anche presente Giorgio Napolitano in rappresentanza del Partito Comunista Italiano.
Salvatore Novembre è sepolto nel cimitero di Agira, in provincia di Enna, dove viveva.